# Trichomyia trifida
Trichomyia trifida är en tvåvingeart som beskrevs av Quate 1965. Trichomyia trifida ingår i släktet Trichomyia och familjen fjärilsmyggor.
Artens utbredningsområde är Filippinerna. Inga underarter finns listade i Catalogue of Life.